# Sokobanja

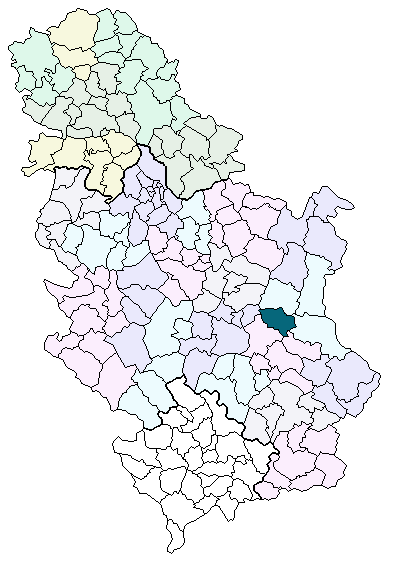
Sokobanja i Serbien

Sokobanja (kyrilliska: Сокобања) är en känd kurort och turistort i östra Serbien med ca 8 000 invånare (kommunen har 19 000).

## Externa länkar

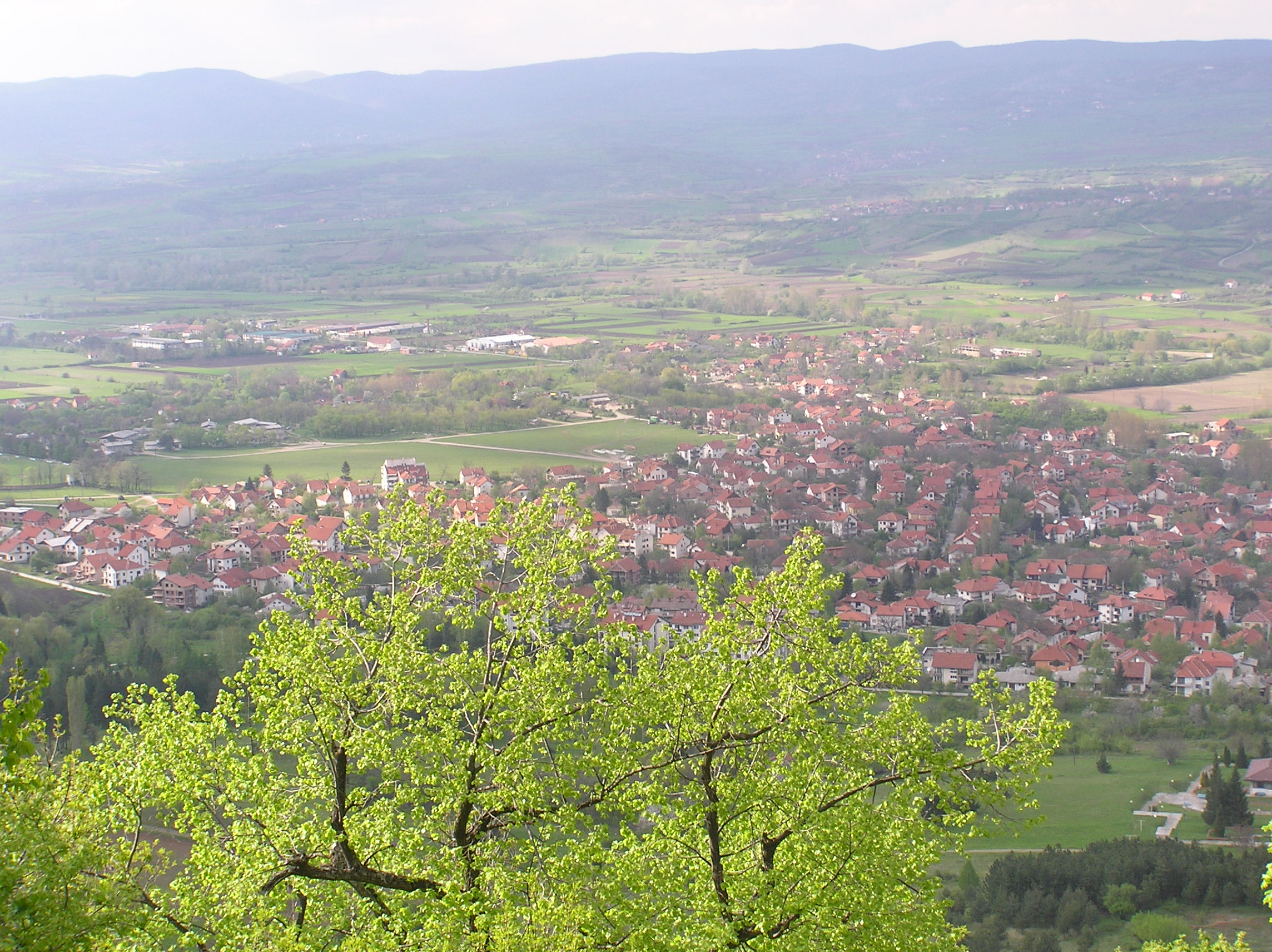
Sokobanja